# Emilio Pedro Gnecco
 Emilio Pedro Gnecco  (La Plata, provincia de Buenos Aires, Argentina, 9 de diciembre de 1938 )  es un abogado que fue ministro de la Corte Suprema de Justicia de Argentina, de la Suprema Corte de Justicia de la Provincia de Buenos Aires y del Superior Tribunal de Justicia de la provincia de Tierra del Fuego.

## Actuación judicial
Estudió  en la Facultad de Ciencias Jurídicas y Sociales de la Universidad Nacional de La Plata. Cuando se recibió de abogado en 1963 ya era empleado en los Tribunales provinciales desde 1956. Posteriormente obtuvo en la misma Facultad el doctorado en Ciencias Jurídicas y Sociales con la máxima calificación de “sobresaliente”.
En el fuero Civil y Comercial fue sucesivamente Secretario,  Juez de Primera Instancia, Camarista y Presidente de Cámara de Apelaciones en lo Civil y Comercial. Más adelante pasó a la administración de justicia nacional y fue designado para integrar la Cámara Nacional de Apelaciones en lo Civil de la Capital Federal, que llegó a presidir.
En 1979 fue nombrado para integrar la Suprema Corte de Justicia de la Provincia de Buenos Aires, cargo que dejó cuando por decreto del 29 de septiembre de 1983 fue designado por el dictador Reynaldo Bignone para integrar la Corte Suprema de Justicia de la Nación. Compartió el Tribunal con Abelardo Rossi, Adolfo Gabrielli, Elias P. S. Guastavino  y Julio José Martínez Vivot y renunció al cargo el 9 de diciembre de 1983, el día anterior de la asunción del presidente Raúl Ricardo Alfonsín.
El 30 de julio de 1993 fue designado ministro del Superior Tribunal de Justicia de Tierra del Fuego, cuya presidencia ocupó,  y permaneció en el cargo hasta el 7 de abril de 1995 en que renunció.

## Actividad docente y científica
En la Facultad de Ciencias Jurídicas y Sociales  de la Universidad Nacional de La Plata cursó toda la Carrera Docente y fue designado Profesor Adjunto de Derecho Civil. También fue profesor Adjunto de la misma materia en la Facultad de Derecho de la Universidad de Buenos Aires,  Profesor Asociado y profesor titular en la Universidad del Salvador, profesor titular en la Universidad Católica Argentina y en la Universidad Católica de La Plata.
Es autor numerosos artículos y trabajos jurídicos así como de varios libros entre los cuales se cuenta el de Anotaciones sobre las instituciones familiares en 2 tomos. Además es miembro de la Comisión Mundial de Juristas (Rama argentina).